# If You Say the Word
If You Say the Word é uma canção da banda de rock inglesa Radiohead, lançada em 7 de setembro de 2021 como o primeiro single da coletânea de Kid A Mnesia. Foi gravado durante as sessões conjuntas dos álbuns Kid A (em 2000) e Amnesiac (em 2001) da banda, mas permaneceu inédito até 2021.

## A música
"If You Say the Word" apresenta dedilhados "delicados", um "groove agourento", percussão "chiming" e ondes Martenot.

## Videoclipe
O Radiohead lançou um vídeo para "If You Say the Word" em 23 de setembro de 2021. Foi dirigido por Kasper Häggström e apresenta uma equipe capturando empresários da natureza e levando-os para trabalhar em Londres. A Spin comparou o vídeo à série de ficção científica Black Mirror. O vídeo ganhou o prêmio de "Melhor Vídeo Alternativo" no UK Music Video Awards de 2022.

## Recepção
Escrevendo para a Pitchfork, Marc Hogan descreveu "If You Say the Word" como "exuberante e elegante". Ele observou que a letra parece amorosa e ameaçadora ao mesmo tempo, e escreveu que "não se destaca imediatamente como material para uma lista de reprodução dos melhores do Radiohead, mas ainda é de uma qualidade tão impressionantemente alta que é surpreendente que não tenha surgido antes". A Contact Music descreveu-o como um "número ambiente tipicamente melancólico", em linha com outros materiais de Kid A e Amnesiac.

## Produção

### Radiohead
- Colin Greenwood
- Jonny Greenwood
- Ed O'Brien
- Philip Selway
- Thom Yorke

Produção adicional
- Nigel Godrich – produção, engenharia, mixagem
- Gerard Navarro – assistência de produção, engenharia adicional
- Graeme Stewart – engenharia adicional